# 武侯 (魏)
武侯（ぶこう、紀元前424年 - 紀元前370年）は、中国戦国時代初期の魏の君主（在位：紀元前395年 - 紀元前370年）。姓は姫。氏は魏。諱は撃。文侯の子。子は公子仲緩と太子罃ら。
名君だった父の文侯の跡を継いで即位した武侯もまた優れた君主であり、武侯の代にも魏は大きく伸張する。
しかし、武侯の晩年になると中原に位置した魏は、西は秦、北は趙、東は斉、南は楚・韓などと国境を接するようになり、領土的な発展の余地がなくなった。
そのため戦争が絶えず、国庫にかかる負担が次第に大きくなっていき、紀元前370年に55歳で没した。後を継いだ太子罃（恵王）の代には魏の覇権を失う兆しが見え始めていた。